# Paraná Clube
Paraná Clube – brazylijski klub piłkarski z siedzibą w mieście Kurytyba w stanie Parana założony 19 grudnia 1989.
Stroje składają się z niebiesko-czerwonych koszulek, białych spodenek i białych getrów. Przez swych kibiców klub zwanych jest Tricolor.

## Osiągnięcia
- Mistrz stanu (Campeonato Paranaense) (7): 1991, 1993, 1994, 1995, 1996, 1997, 2006
- Wicemistrz stanu (Campeonato Paranaense) (3): 1999, 2001, 2002
- Mistrz drugiej ligi brazylijskiej (Campeonato Brasileiro Série B) (1): 1992
- Puchar João Havelange’a: 2000

## Historia
Dnia 19 grudnia 1989 w wyniku fuzji klubów EC Pinheiros i Colorado EC powstał w Kurytybie Paraná Clube. Pierwszym prezesem klubu został Emerson de Andrade, a pierwszym trenerem drużyny nowego klubu – Rubens Minelli.
Swój pierwszy mecz klub rozegrał 4 lutego 1990, w którym Coritiba FBC pokonał Paraná 1-0 na stadionie Estádio Couto Pereira.
W roku 1991, czyli dwa lata po założeniu klubu, Paraná zdobyła swój pierwszy tytuł mistrza stanu (Campeonato Paranaense). Później, od 1993 do 1997, klub pięć razy z rzędu zdobywał mistrzostwo stanu.
W roku 1992 klub wygrał drugą ligę (Campeonato Brasileiro Série B) i awansował do najwyższej ligi. W 1999 roku klub spadł z pierwszej ligi, ale tylko na jeden sezon. W roku 2000 Paraná pokonał AD São Caetano wygrywając puchar João Havelange’a. Puchar ten zastąpił Campeonato Brasileiro (wszystkie ligi), zawieszone przez brazylijski wymiar sprawiedliwości.
W roku 2003 Paraná Clube oraz L.A. Sports (sportowa firma marketingowa) podpisały umowę o współpracy. Celem umowy była pomoc klubowi w utrzymaniu szkółki piłkarskiej. Innym celem umowy była pomoc klubowi w zawieraniu umów z nowymi piłkarzami. Ponieważ umowa z firmą L.A. Sports wygasła i nie została wznowiona, w 2005 Paraná Clube utworzył fundusz inwestycyjny, który miał realizować cele wyznaczone przez umowę.
W lutym 2006 Paraná Clube ponownie zaczął rozgrywać domowe mecze na stadionie Estádio Vila Capanema. Stadion przeszedł gruntowną modernizację, zwiększając pojemność stadionu do 16660 miejsc, nie mówiąc o znacznym rozbudowaniu infrastruktury zarówno sportowej, jak i komercyjnej.
Dnia 9 kwietnia 2006 Paraná Clube wygrał stanową ligę siódmy raz w swej historii pokonując ADAP 3:0 w Maringá i remisując 1:1 na stadionie Pinheirão Stadium. Mecz finałowy oglądało 25,306 widzów.

## Informacje

### Stadiony
Paraná Clube ma dwa stadiony:
- Estádio Vila Capanema (Estádio Durival Britto e Silva) (Vila Capanema): pojemność 15000 widzów, po modernizacji 16660 widzów
- Estádio Erton Coelho de Queiróz (Vila Olímpica): pojemność 20000 widzów
- Klub rozgrywa także mecze na stadionie Estádio Pinheirão: pojemność 35000 widzów

### Logo
Logo klubu stylizowane jest na kształt szyszki w kolorze czerwonym z białym konturem, a wewnątrz tego znajduje się błękitna sójka i biała sosna. Nazwa klubu napisana kolorem niebieskim, tak samo słowo Brasil. Słowo Clube napisane jest kolorem białym.

### Kibice
Najbardziej znaczącą zorganizowana grupą kibiców jest Torcida Fúria Independente, zwana także TFI, utworzona 29 września 1993. Uważani są za najlepszą grupę kibiców na południu Brazylii. Innymi zorganizowanymi grupami kibiców są Torcida Esquadrão Tricolor (albo Força do Sul), Tricolores do Tarumã, Torcida Desorganizada, oraz Torcida Virtual Paran@utas (grupa internetowo zorganizowanych kibiców).

### Maskotka klubu
Maskotką klubu Paraná Clube jest błękitna sójka, najbardziej pospolity ptak w stanie Paraná.